# BA 330
BA 330 — надувний житловий орбітальний модуль, що розробляється компанією Bigelow Aerospace.
Як і модуль Sundancer, розглядається як частина Комерційної космічної станції Бігелоу.
Спочатку запуск планувався в 2014—2015 роках. У лютому 2014 року було повідомлено, що модуль буде готовий до запуску у 2017 році. У 2016 році запуск був перенесено на 2020 рік.

## Характеристики
- Маса 23000 кг
- Довжина 14 м
- Діаметр 6.7 м
- Орбітальний нахил 40 градусів
- Висота орбіти 463 км